# Balet clasic

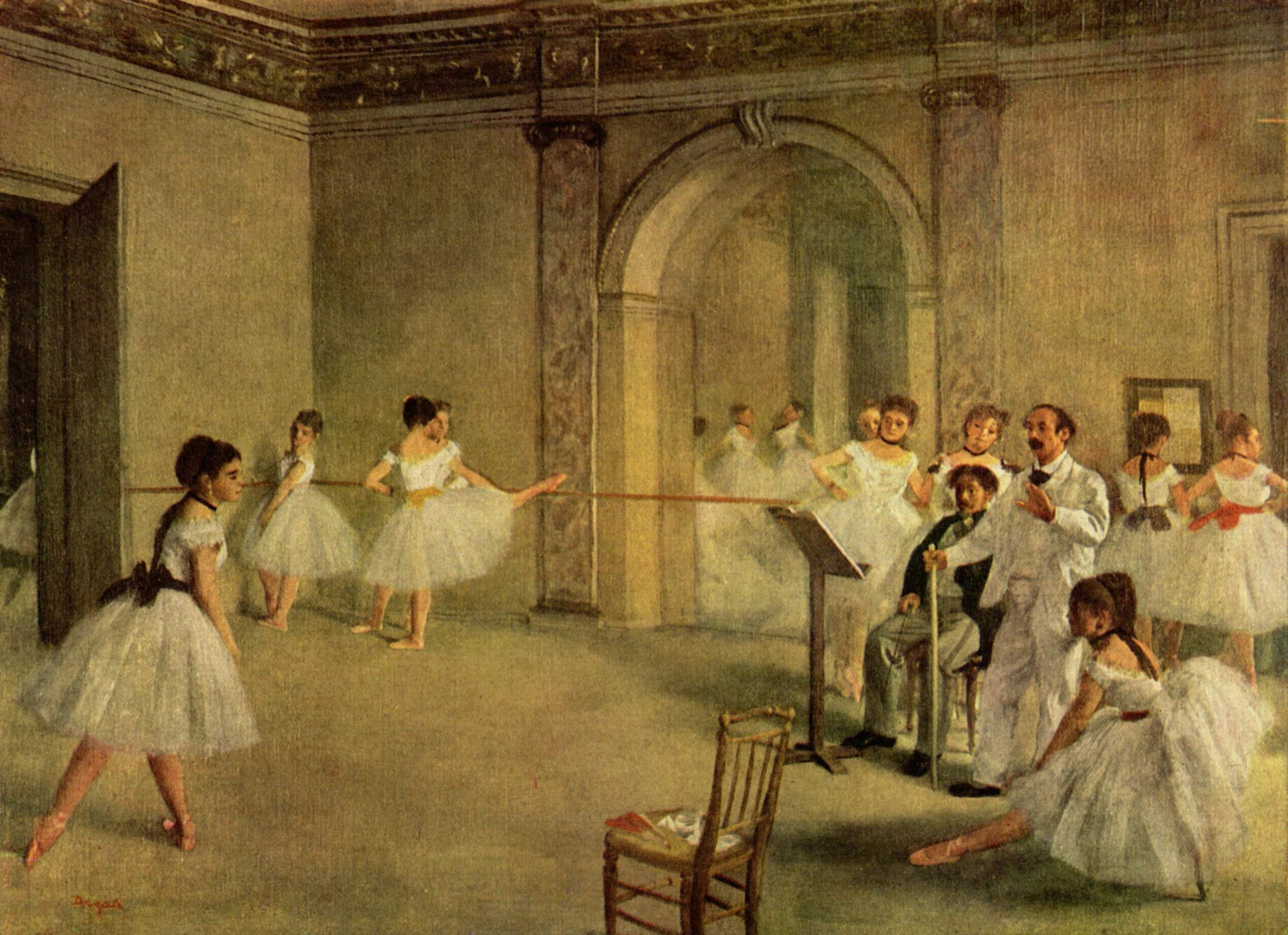
Pictură cu dansatori de balet de Edgar Degas, 1872.

Baletul clasic este o formă a dansului care se exprimă prin mișcări precise ale corpului, bazându-se în special pe arătarea unor linii estetice ale acestuia.

## Denumirea de balet
Termenul „balet” provine probabil din cuvântul italian ballare, care înseamnă a dansa. În secolele XIII-XIV se numea balet o melodie care însoțea un anume dans, iar în Franța și versurile care se cântau în această împrejurare. Dansul avea un caracter mimetic și comporta o mică punere în scenă. 
Combinându-se cu alte tipuri de reprezentații și divertismente, ajunge, după o lungă evoluție, îndeosebi sub directivele poeților și muzicienilor umaniști, să reunească toate trăsăturile caracteristice unui nou tip de distracție colectivă, care primește denumirea de balet.

## Primul balet
Deși în Italia apăruseră înainte unele încercări de balet, e drept sub o formă mai puțin finită, după un consens unanim, data nașterii acestor divertismente o fixează „Baletul comic al reginei” (Ballet comique de la reine) dat la 15 noiembrie 1581, la Palatul Bourbon din Paris.